# Municipalità di Yankalilla
La municipalità di Yankalilla è una Local Government Area che si trova in Australia Meridionale. Essa si estende su una superficie di 750,6 chilometri quadrati e ha una popolazione di 4.577 abitanti. La sede del consiglio si trova a Yankalilla.